# Géza Gárdonyi
Géza Gárdonyi (numele la naștere: Géza Ziegler, n. 3 august 1863 - d. 30 octombrie 1922) a fost un scriitor maghiar, clasic al literaturii maghiare.
Prin scrierile sale, a evocat pagini din istoria țării, a descris viața rurală sau a satirizat moravurile epocii.

## Opera
- 1890: Scrisorile lui Göre Gábor ("Göre Gábor levelei")
- 1898: Satul meu ("Az én falum")
- 1901: Vinul ("A bor")
- 1901: Stelele din Eger ("Az Egri csillagok").
- 1924 (post-mortem): Contract de casatorie ("Ida regénye")